# Sredets
Sredets (en búlgaro: Средец) es una ciudad de Bulgaria, capital del municipio homónimo en la provincia de Burgas.

## Geografía
Se encuentra a una altitud de 45 m s. n. m. a 371 km de la capital nacional, Sofía.

## Demografía
Según estimación 2012 contaba con una población de 8 025 habitantes.
|         | 2004  | 2005  | 2006  | 2007  | 2008  | 2009  | 2010  |
| Mujeres | 4 847 | 4 850 | 4 811 | 4 767 | 4 746 | 4 740 | 4 679 |
| Varones | 4 693 | 4 682 | 4 611 | 4 549 | 4 507 | 4 498 | 4 443 |
| Total   | 9 540 | 9 532 | 9 422 | 9 316 | 9 253 | 9 238 | 9 122 |